# بورتسوو
بورتسوو (به آلمانی: Börzow) یک منطقهٔ مسکونی در آلمان است که در Stepenitztal واقع شده‌است. بورتسوو ۶۹۴ نفر جمعیت دارد.